# Câmpu Mare, Olt
Câmpu Mare este un sat în comuna Dobroteasa din județul Olt, Muntenia, România.

## Istorie
Conform documentului emis de Radu cel Mare, acesta întărește printr-un document, drept recunoștință, jupânului Hamza care l-a slujit cu credință împotriva lui Vlad Țepeș.

## Vezi și
- Cula Galița